# Люлеміно
Люлеміно (пол. Lulemino) — село в Польщі, у гміні Кобильниця Слупського повіту Поморського воєводства.
Населення — 104 особи (2011).
У 1975-1998 роках село належало до Слупського воєводства.

## Демографія
Демографічна структура станом на 31 березня 2011 року:
|          | Загалом | Допрацездатний вік | Працездатний вік | Постпрацездатний вік |
| -------- | ------- | ------------------ | ---------------- | -------------------- |
| Чоловіки | 51      | 6                  | 41               | 4                    |
| Жінки    | 53      | 7                  | 32               | 14                   |
| Разом    | 104     | 13                 | 73               | 18                   |